# Hemiancistrus aspidolepis
Hemiancistrus aspidolepis är en fiskart som först beskrevs av Günther, 1867.  Hemiancistrus aspidolepis ingår i släktet Hemiancistrus och familjen Loricariidae. Inga underarter finns listade i Catalogue of Life.